# Fundacja Prasowa „Solidarność”
Fundacja Prasowa „Solidarność” – fundacja założona 15 marca 1990 przez ówczesnego senatora i redaktora naczelnego „Tygodnika Solidarność" Jarosława Kaczyńskiego, Marię Stolzman, Sławomira Siwka, Krzysztofa Czabańskiego, Macieja Zalewskiego oraz Bogusława Hebę; statutowym celem fundacji było prowadzenie i wspieranie działalności edytorskiej, prasowej i poligraficznej.

## Historia i cele
Pierwszym prezesem Fundacji został Sławomir Siwek, natomiast przewodniczącym Rady Fundacji – Jarosław Kaczyński. Wszyscy jej fundatorzy (założyciele) wnieśli wkłady, po 300 tys. zł (30 PLN).
W maju 1991 na żądanie Jarosława Kaczyńskiego (pełniącego wtedy funkcję ministra stanu i szefa kancelarii prezydenta Lecha Wałęsy) fundacja nabyła od Skarbu państwa w trybie bezprzetargowym lub płacąc relatywnie niskie kwoty „Express Wieczorny” oraz prawa wieczystego użytkowania kilku działek wraz z czterema nieruchomościami w pobliżu ścisłego centrum Warszawy:
- Nowogrodzka 84/86 (ówczesna siedziba zakładów graficznych, obecna siedziba partii politycznej Prawo i Sprawiedliwość i biura poselskiego Jarosława Kaczyńskiego),
- Al. Jerozolimskie 125/127 (ówczesna siedziba „Expressu Wieczornego”),
- Srebrna 16 (ówczesna siedziba zakładów graficznych),
- Ordona 3 (ówczesna siedziba zakładów graficznych)

po likwidowanym koncernie RSW „Prasa-Książka-Ruch” z czasów PRL. Likwidatorem koncernu w pierwszym składzie był między innymi Donald Tusk, a od roku 1998 Krzysztof Czabański, co spotkało się z zarzutem uwłaszczenia się Jarosława Kaczyńskiego oraz polityków partii Porozumienie Centrum na majątku państwowym.
Za całość fundacja zapłaciła 4 200 000 PLN (42 mld ówczesnych – starych – złotych) pochodzących głównie z państwowego banku BPH, który dofinansowywał fundację (wraz ze spółką Telegraf). Równocześnie fundacja podnajmowała biura (wynajmowane od gminy) bankowi BPH. Różnica czynszów będąca przychodem fundacji wynosiła miesięcznie około 16 800 PLN. Bank opłacał czynsz za 12 lat z góry.
Fundacja planowała stworzyć własny koncern mediowy. Po kilku latach budynki i prawa wieczystego użytkowania działek zostały wniesione aportem przez Fundację do nowych spółek (m.in. Srebrna S.A., obecnie Srebrna Sp. z o.o.), utworzonych przez ten sam krąg osób, które zakładały Fundację. Udziały w spółkach stanowiły kapitał założycielski nowych fundacji: Nowe Państwo i Solidarna Wieś. Podstawą funkcjonowania spółek był najem. Działalność fundacji polegała na dotowaniu niszowych i niskonakładowych tygodników: „Nowe Państwo” (jej pierwszym wydawcą była Srebrna S.A.) oraz „Obserwator” (tygodnik dla rolników).
Po sprzedaży ww. nieruchomości Fundacji pozostał tylko parking przy Nowogrodzkiej 84/86, z którego osiągała rocznie ok. 200 tys. zł zysku.
10 września 1991 (tuż przed wyborami do Sejmu) Fundacja, łamiąc własny statut, udzieliła pożyczki Porozumieniu Centrum w wysokości 8 mld starych złotych (800 000 PLN).
4 października 1991 Sejm przyjął ustawę dotyczącą budownictwa mieszkaniowego, w myśl przepisów której fundacja uzyskała prawo do dzierżawy wieczystej budynków przy Al. Jerozolimskich, ul. Nowogrodzkiej, Srebrnej i Ordona. Ustawa przygotowana została w Ministerstwie Gospodarki Przestrzennej i Budownictwa, kierowanym przez ówczesnego wiceprezesa Porozumienia Centrum Adama Glapińskiego.
W czerwcu 1993 ówczesny prezes fundacji Sławomir Siwek i ówczesny szef Biura Organizacyjnego PC Przemysław Gosiewski oświadczali, że w lipcu 1991 fundacja i Porozumienie Centrum zawarły ustną umowę, która gwarantuje PC prawo wskazania kandydata na redaktora naczelnego „Expressu Wieczornego” i określania linii programowej gazety.
W lipcu 1993 fundacja sprzedała „Express Wieczorny” szwajcarskiej spółce Marquard. Wcześniej przekazane Porozumieniu Centrum prawo mianowania redaktora naczelnego zostały wycenione w ramach tej transakcji na 9,1 miliarda starych złotych (910 000 PLN).
19 lipca 1993 Rada Fundacji pod przewodnictwem Jarosława Kaczyńskiego przyjęła uchwałę stwierdzającą, że Porozumienie Centrum oddało pożyczkę z odsetkami.
W 1993 prokurator przedstawił Kaczyńskiemu, Czabańskiemu i Siwkowi zarzuty działania na szkodę Fundacji. Pierwszy proces w tej sprawie zakończył się 16 grudnia 1994 uniewinnieniem wszystkich oskarżonych. W wyniku apelacji prokuratora w grudniu 1995 wyrok uchylono i przekazano do ponownego rozpoznania. Sprawa została ostatecznie umorzona w roku 2000, gdyż po wejściu w życie nowego Kodeksu karnego z 1997 czyny zarzucane oskarżonym uległy depenalizacji.
W 1995 Fundacja została głównym udziałowcem w nowo powstałej spółce „Srebrna”.
W lutym 2010 Sąd Okręgowy w Warszawie utrzymał decyzję prokuratury z grudnia 2009, na mocy której to decyzji umorzono śledztwo w sprawie nieprawidłowości przy procedurze uwłaszczania majątku RSW Prasa Książka Ruch.
W 2012 roku Fundacja Prasowa „Solidarność” została postawiona w stan likwidacji. Jako powód podano „wyczerpanie środków finansowych”. Majątek Fundacji, m.in. spółka Srebrna Sp. z o.o. należy do Instytutu im. Lecha Kaczyńskiego.